# Pristoe
Pristoe (bułg. Пристое) – wieś w Bułgarii, w obwodzie Szumen, w gminie Kaolinowo. W 2024 roku liczyła 1213 mieszkańców.